# Pauesia kunmingensis
Pauesia kunmingensis är en stekelart som beskrevs av Zhiming Dong 1988. Pauesia kunmingensis ingår i släktet Pauesia och familjen bracksteklar. Inga underarter finns listade i Catalogue of Life.